# Hausen bei Würzburg
Pour les articles homonymes, voir Hausen.
Hausen bei Würzburg est une commune de Bavière (Allemagne), située dans l'arrondissement de Wurtzbourg, dans le district de Basse-Franconie.